# Chenopodium suberifolium
Chenopodium suberifolium är en amarantväxtart som beskrevs av Johan Andreas Murray. Chenopodium suberifolium ingår i släktet ogräsmållor, och familjen amarantväxter. Inga underarter finns listade i Catalogue of Life.